# Harmeria scutulata
Harmeria scutulata is een mosdiertjessoort uit de familie van de Cryptosulidae. De wetenschappelijke naam van de soort is, als Lepralia scutulata, voor het eerst geldig gepubliceerd in 1855 door Busk.